# Suriname
Suriname (holland kiejtése: [syriˈnaːmə], OH: „szurinám”), vagy hivatalos nevén Suriname Köztársaság – egykor Holland Guyana – állam Dél-Amerika északi részén.
Az Egyenlítőtől kissé északra fekvő ország területének zömét esőerdő borítja. A Föld egyik legkevésbé népes országa.
Fejlődő ország; gazdasága nagymértékben függ a bőséges természeti erőforrásaitól, nevezetesen a kitermelt bauxittól, aranytól, a kőolajtól és a mezőgazdasági termékektől.
Kultúrája és társadalma erősen tükrözi a holland gyarmati uralom örökségét. A legtöbb lakos a rabszolgák és szerződéses munkások leszármazottja, akiket a hollandok hoztak Afrikából és Ázsiából. A társadalom rendkívül sokszínű, egyetlen etnikai csoport sem alkot többséget; muszlim és hindu lakossága arányában Amerika legnagyobbjai közé tartozik. A legtöbb ember az északi partvidéken él; a fővárosa és egyben legnagyobb városa Paramaribo, amely a lakosság nagyjából felének ad otthont. 

## Földrajz

Suriname geológiai térképe

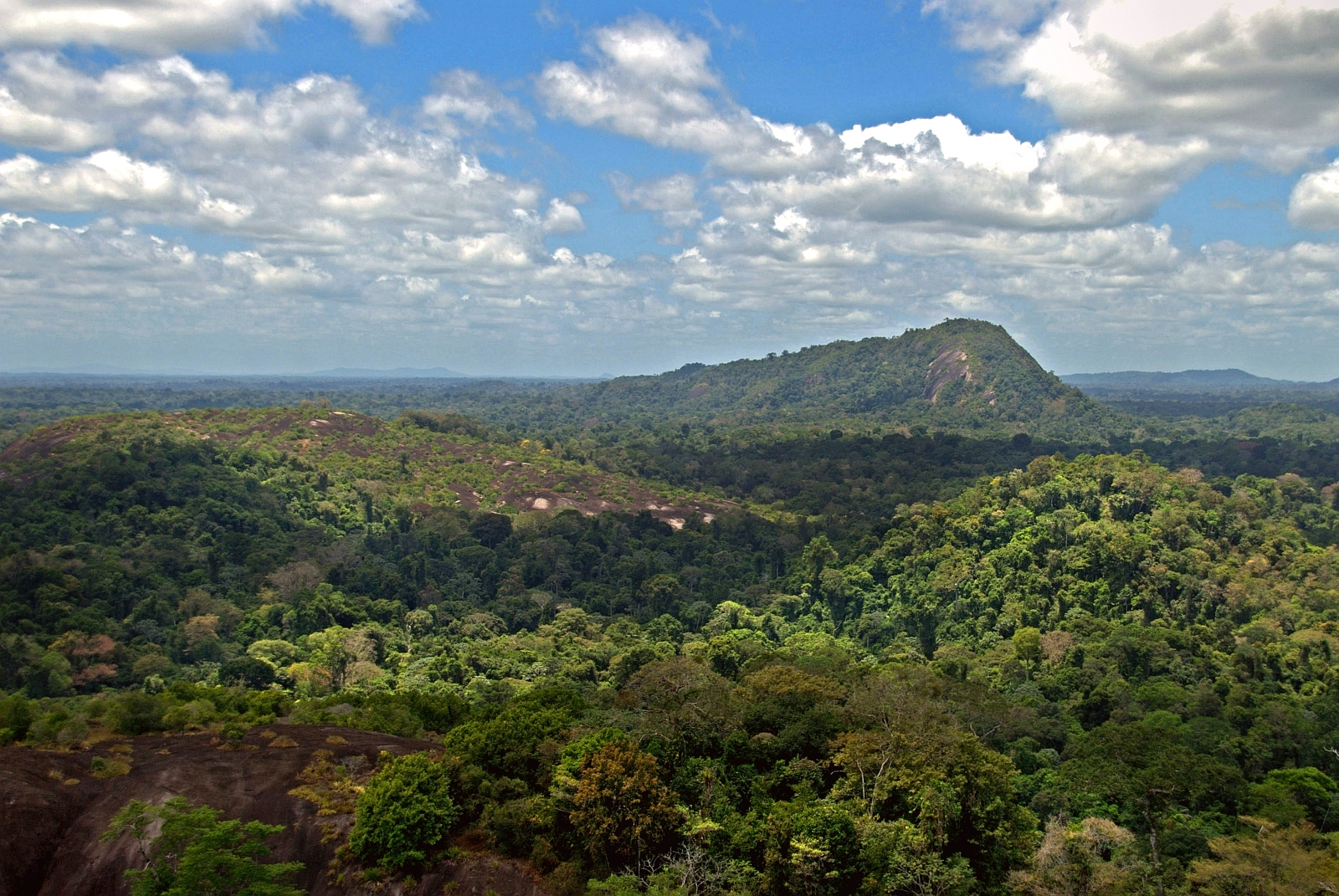
A Central Suriname Természetvédelmi Park az Amazonas őserdejével

### Domborzat
Legnagyobb része az üledékes táblákkal fedett, erdőkkel borított Guyanai-hegyvidékhez tartozik. Ezt esőerdők és ritkán lakott szavannák fedik. Északon az Atlanti-óceán mentén mocsaras parti síkság terül el. Az utóbbin él a lakosság zöme.

### Vízrajz
Az ország fontosabb folyói: Commewijne, Coppename, Corantijn, Cottica, Marowijne, Nickerie, Saramacca, Suriname, Tapanahony

### Éghajlat
Egyenlítői éghajlata forró és bő csapadékú. A hőmérséklet nem sokat változik az év során. Két esős évszak van, április-augusztus és november-február. A két "szárazabb" évszak augusztustól novemberig és februártól kb. március végéig tart.
| \| Hónap \| Jan. \| Feb. \| Már. \| Ápr. \| Máj. \| Jún. \| Júl. \| Aug. \| Szep. \| Okt. \| Nov. \| Dec. \| Év \| \| ----------------------------- \| ---- \| ---- \| ---- \| ---- \| ---- \| ---- \| ---- \| ---- \| ----- \| ---- \| ---- \| ---- \| ---- \| \| Rekord max. hőmérséklet (°C) \| 33,0 \| 34,0 \| 35,0 \| 37,0 \| 37,0 \| 36,0 \| 37,0 \| 37,0 \| 36,0 \| 37,0 \| 36,0 \| 36,0 \| 37,0 \| \| Átlagos max. hőmérséklet (°C) \| 30,0 \| 30,0 \| 30,0 \| 31,0 \| 30,0 \| 31,0 \| 31,0 \| 32,0 \| 33,0 \| 33,0 \| 32,0 \| 30,0 \| 31,1 \| \| Átlagos min. hőmérséklet (°C) \| 22,0 \| 22,0 \| 22,0 \| 22,0 \| 23,0 \| 22,0 \| 22,0 \| 23,0 \| 23,0 \| 23,0 \| 23,0 \| 22,0 \| 22,4 \| \| Rekord min. hőmérséklet (°C) \| 17,0 \| 17,0 \| 17,0 \| 18,0 \| 19,0 \| 20,0 \| 20,0 \| 15,0 \| 21,0 \| 20,0 \| 21,0 \| 18,0 \| 15,0 \| \| Átl. csapadékmennyiség (mm) \| 200 \| 140 \| 150 \| 210 \| 290 \| 290 \| 230 \| 170 \| 90 \| 90 \| 120 \| 180 \| 2160 \| \| Forrás: Weatherbase[6] \| \| \| \| \| \| \| \| \| \| \| \| \| \| |      |      |      |      |      |      |      |      |       |      |      |      |      |
| Hónap | Jan. | Feb. | Már. | Ápr. | Máj. | Jún. | Júl. | Aug. | Szep. | Okt. | Nov. | Dec. | Év   |
| Rekord max. hőmérséklet (°C) | 33,0 | 34,0 | 35,0 | 37,0 | 37,0 | 36,0 | 37,0 | 37,0 | 36,0  | 37,0 | 36,0 | 36,0 | 37,0 |
| Átlagos max. hőmérséklet (°C) | 30,0 | 30,0 | 30,0 | 31,0 | 30,0 | 31,0 | 31,0 | 32,0 | 33,0  | 33,0 | 32,0 | 30,0 | 31,1 |
| Átlagos min. hőmérséklet (°C) | 22,0 | 22,0 | 22,0 | 22,0 | 23,0 | 22,0 | 22,0 | 23,0 | 23,0  | 23,0 | 23,0 | 22,0 | 22,4 |
| Rekord min. hőmérséklet (°C) | 17,0 | 17,0 | 17,0 | 18,0 | 19,0 | 20,0 | 20,0 | 15,0 | 21,0  | 20,0 | 21,0 | 18,0 | 15,0 |
| Átl. csapadékmennyiség (mm) | 200  | 140  | 150  | 210  | 290  | 290  | 230  | 170  | 90    | 90   | 120  | 180  | 2160 |
| Forrás: Weatherbase |      |      |      |      |      |      |      |      |       |      |      |      |      |

### Élővilág, természetvédelem

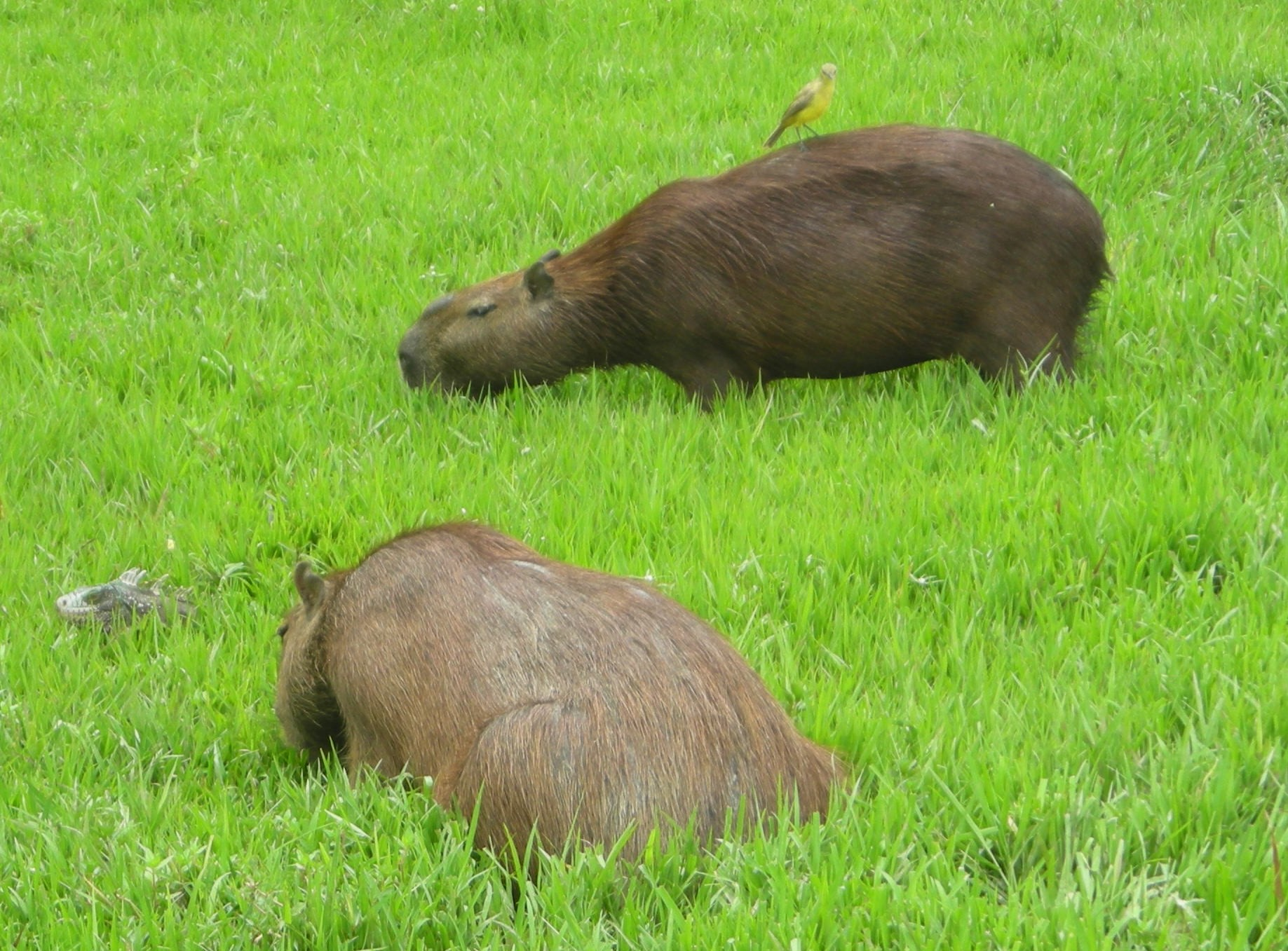
Vízidisznók egy rizsföldön

Ritkán lakott ország, nagy kiterjedésű, máig érintetlen erdőkkel, amelyek területének 92%-át borítják.

#### Nemzeti parkjai
Az ország területének 12%-a nemzeti park.

#### Természeti világörökségei
A Central Suriname Természetvédelmi Parkot természeti világörökséggé nyilvánította az UNESCO.

## Történelem
Az európaiak a 15. század végén fedezték fel a guyanai partokat. A 17. században angolok telepedtek itt le, 1667-ben nyilvánították a területet hivatalos gyarmattá. A hollandok az angoloktól egy vesztes háború után Új-Amszterdamért, a mai New Yorkért cserében kapták meg a területet. 1621-ben alakult meg a Holland Nyugat-indiai Társaság, amely sokaknak adott menedéket, akiknek kávé- és cukornádültetvényei lassan felvirágoztatták az országot. 1796-tól 1802-ig, majd 1804-től 1816-ig újra brit fennhatóság alá került, majd Holland Guyana néven holland gyarmat lett.
A holland ültetvényesek sok afrikai rabszolgát hoztak be a folyók menti kávé-, kakaó-, cukornád- és gyapotültetvényeikre. A gazdák rosszul bántak a rabszolgáikkal, így közülük sokan megszöktek az ültetvényekről. A helyi indiánok segítségével éltek az esőerdőben, egyedülálló kultúrát hoztak létre, és sikeresen védték meg a különállásukat. Angol gyűjtőnevük: „maroons" (marunok), hollandul „bosnegers" (szó szerint „bozótnéger"). Több különálló törzset alapítottak, ilyen a saramaka, paramaka, ndyuka vagy aukan, kwinti, aliku vagy boni, matawai.
Ezek a szökött rabszolgák időnként megtámadták az ültetvényeket, hogy új tagokat, nőket, fegyvert, élelmiszert, felszerelést szerezzenek. A támadások gyakran végződtek az ültetvényes és családjának halálával. Számos sikertelen hadjárat indult ellenük, a 19. században pedig az európai hatóságok több békeszerződést kötöttek velük, amelyek garantálták a szuverenitásukat és kereskedelmi jogaikat.
Suriname-ban 1863-ban tiltották be a hollandok a rabszolgatartást, de a volt rabszolgák csak 1873-ban szabadultak fel teljesen, tíz évi átmeneti időszak után, ami alatt tovább dolgoztak az ültetvényeken minimális bérért, és anélkül, hogy büntették volna a megkínzásukat. Amikor végül teljesen szabaddá váltak, a rabszolgák nagy számban hagyták el az ültetvényeket, ahol már nemzedékek óta éltek, és Paramaribo városába költöztek. Ültetvényes gyarmatként Suriname erősen függött a munkaerőtől, amiből ekkor hiány lett. Ezért a hollandok a britek beleegyezésével szerződéses munkásokat hoztak Holland Kelet-Indiából (a mai Indonéziából) és Indiából. Ezenkívül a 19. század végén és a 20. század elején kis számban érkeztek bevándorlók Kínából és a Közép-Keletről, főleg férfiak. Bár Suriname népessége viszonylag kicsi maradt, történelme következtében lakosságának etnikai összetétele és kulturális hagyományai rendkívül változatosak.
A második világháború során, 1941. november 24-én az amerikai csapatok megszállták az országot, hogy a szövetséges hatalmak számára biztosítsák a bauxitbányászatot. 1945-től ez az iparág fellendülést mutatott. Az ország 1954-től Hollandia tengeren túli tartománya lett, majd 1975. november 25-étől független ország. A polgári kormányzatot 1980-ban katonai felkelés döntötte meg. 1987-ben választásokat tartottak, új alkotmányt léptettek életbe, de a volt diktátor, Desi Bouterse a hadsereg élén maradt. Mivel elégedetlen volt a kormánnyal, 1990-ben telefonon feloszlatta azt. A népnyelvben ez az esemény a „telefonpuccs”. Bouterse hatalma az 1991-es választások után is megmaradt. Az 1990-es években brutális polgárháború zajlott a suriname-i hadsereg és a marunok között, akik Ronnie Brunswijk lázadó vezért követték. Ez meggyengítette Bouterse pozícióját.
Suriname-ban a demokrácia a zűrzavaros kilencvenes évek után megerősödött, a gazdaság sokrétűvé vált, és kevésbé függött a holland pénzügyi segítségtől. A bauxitbányászat folyamatosan jelentős bevételt biztosított, ezenkívül kőolajat termeltek ki, és aranyat kezdtek bányászni. A mezőgazdaság, különösen a rizs- és banántermesztés továbbra is a gazdaság fontos része, az ökoturizmus pedig új gazdasági tevékenységet jelent az országnak.

## Államszervezet és közigazgatás

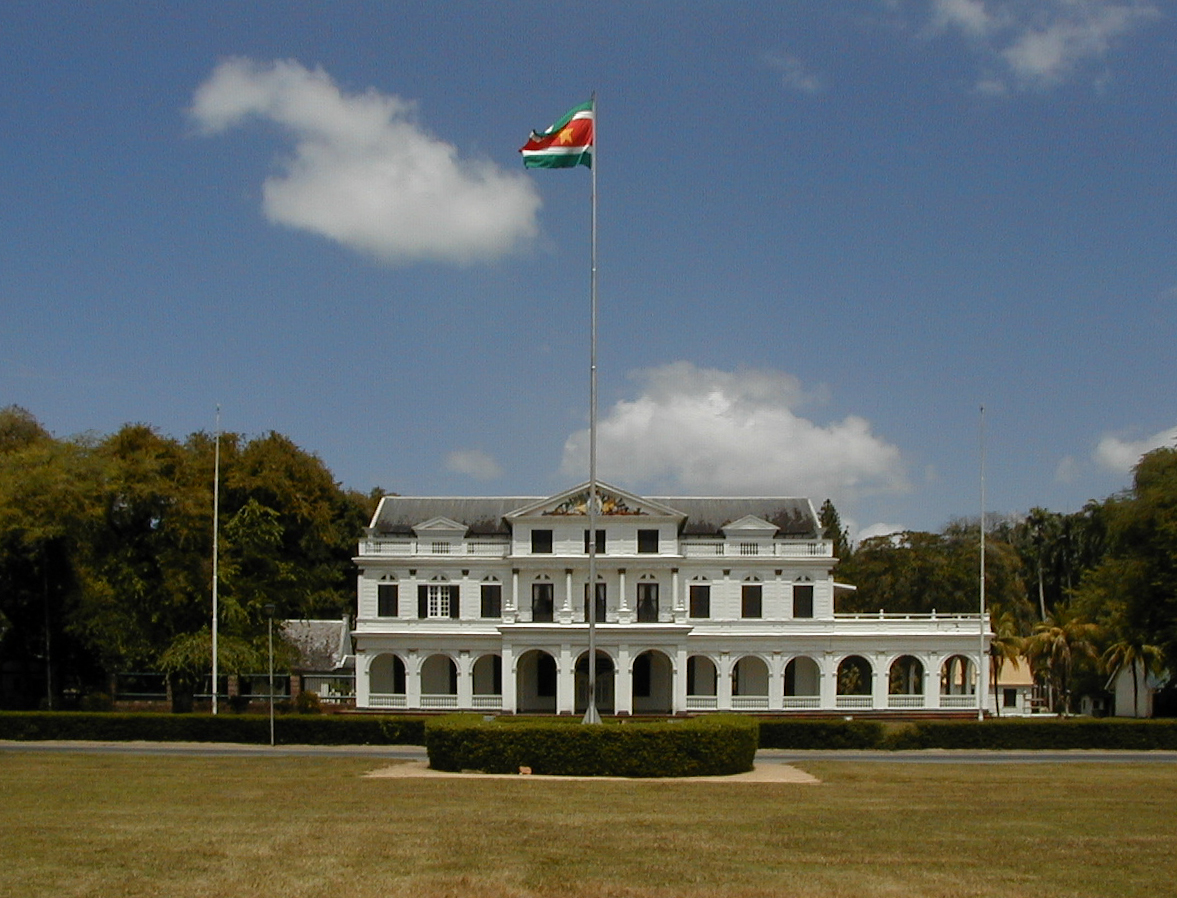
A parlament épülete Paramaribóban

### Politikai pártok
| Párt                             | Párt | szín | ideológia                              | helyek a Nemzetgyűlésben |
| -------------------------------- | ---- | ---- | -------------------------------------- | ------------------------ |
| Progresszív Reform Párt          | VHP  |      | balközép, szociáldemokrata             | 20                       |
| Felszabadítási és Fejlődési Párt | ABOP |      | maroonok képviselete                   | 8                        |
| Nemzeti Demokrata Párt           | NDP  |      | jobboldali, nacionalista               | 16                       |
| Surinamei Nacionalista Párt      | NPS  |      | centrista, szociáldemokrata            | 3                        |
| Pertjajah Luhur                  | PL   |      | a surinamei javanézek képviselete      | 2                        |
| Testvériesség és Egység Párt     | BEP  |      | maroonok képviselete, szociáldemokrata | 2                        |

### Közigazgatási beosztás
Suriname 10 körzetre van felosztva.
- Brokopondo, 7364 km² (Brokopondo)
- Commewijne, 2353 km² (Nieuw-Amszterdam)
- Coronie, 3902 km² (Totness)
- Marowijne, 4627 km² (Albina)
- Nickerie, 5353 km² (Nieuw-Nickerie)
- Para, 5393 km² (Onverwacht)
- Saramacca, 3636 km² (Groningen)
- Sipaliwini, 130 567 km² (Paramaribo igazgatása alatt)
- Wanica, 433 km² (Lelydorp)
- Paramaribo, 183 km² (fővárosi közigazgatás)

## Népesség

### Népességének változása
| Lakosok száma | 290 137 | 341 745 | 372 614 | 363 692 | 372 272 | 406 764 | 441 734 | 480 099 | 515 372 | 563 402 |
|               | 1960    | 1966    | 1972    | 1978    | 1984    | 1990    | 1996    | 2002    | 2008    | 2017    |

### Etnikai, nyelvi megoszlás

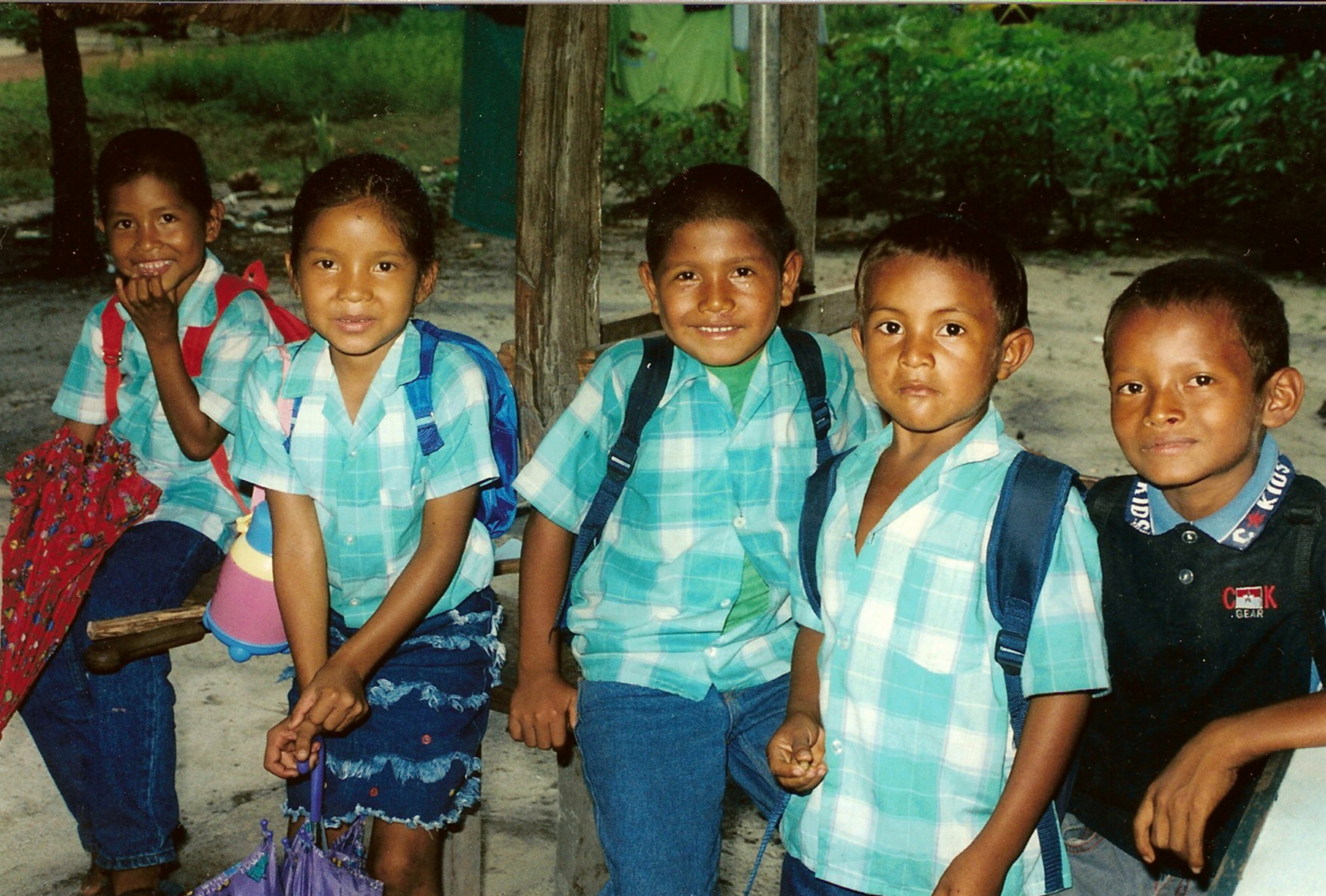
Kisiskolások

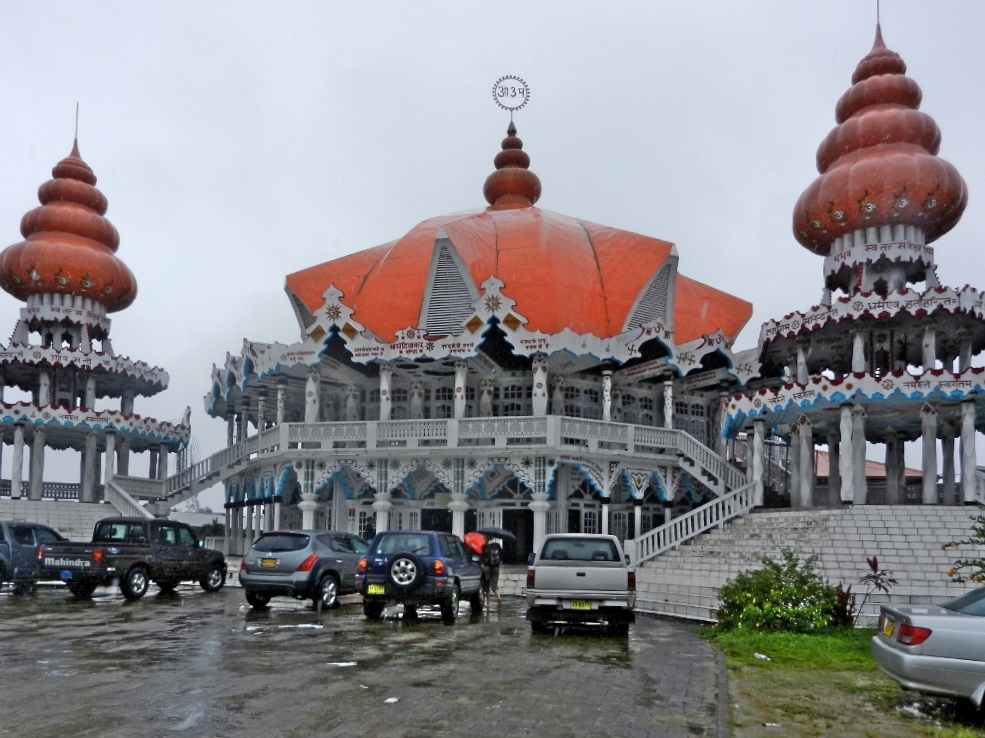
Arya Dewaker hindu templom

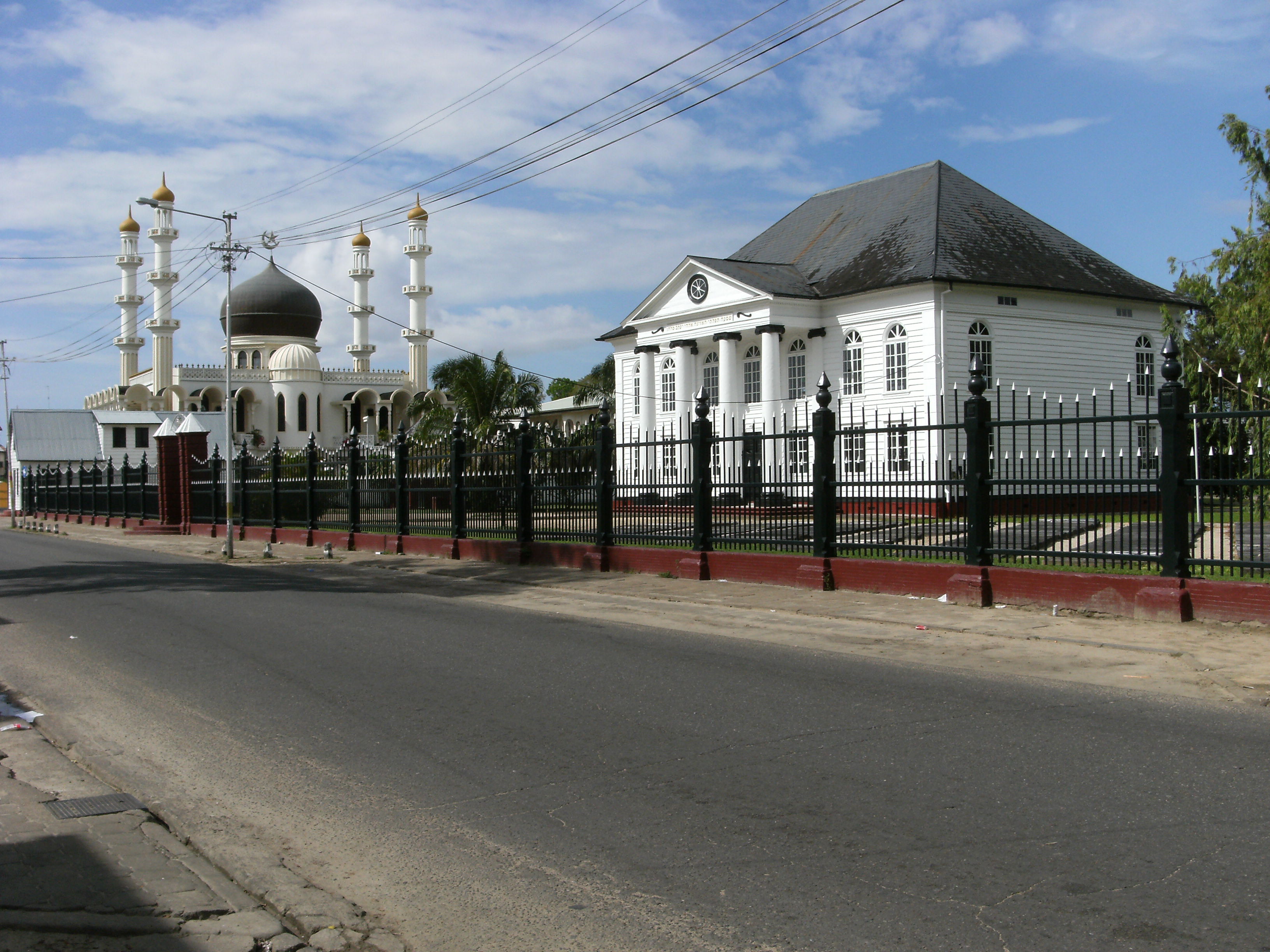
Mecset és zsinagóga egymás közelében, Paramaribo

Rendkívül tarka: indonézek, amerikai őslakosok, jávai, kínai és indiai ültetvénymunkások utódai, afrikai feketék, kreolok, hollandok leszármazottai alkotják. Népsűrűsége kicsi, a lakosság főleg a tengerparton, a főváros körül tömörül.
| Etnikai csoport               | 2012-es népszámlálás | 2012-es népszámlálás |
| Etnikai csoport               | szám szerint         | %-ban                |
| ----------------------------- | -------------------- | -------------------- |
| indiai (kelet-indiai) eredetű | 148.443              | 27,4                 |
| afrikai (marun) eredetű       | 117.567              | 21,7                 |
| kreol                         | 84.933               | 15,7                 |
| jávai eredetű                 | 73.975               | 13,7                 |
| keverék                       | 72.340               | 13,4                 |
| amerikai őslakos              | 20.344               | 3,8                  |
| kínai eredetű                 | 7.885                | 1,5                  |
| fehér                         | 1.667                | 0,3                  |
| más                           | 7.166                | 1,3                  |
| ismeretlen                    | 1.805                | 0,3                  |
| nem válaszolt                 | 1.590                | 0,3                  |
| összesen                      | 541.638              | 541.638              |

A lakosság hihetetlenül sokszínű. 40%-a afrikai fekete rabszolga leszármazottja. A feketéken belül 31%-ot tesznek ki a városokban élő kreolok, a maradék 9% dzsungellakó fekete, más néven marun. A népesség 34%-a indiai származású; az ázsiaiakhoz tartozó indonézek, főként javanézek aránya 14%. A kínaiak és a különböző törzsekhez tartozó őslakosok aránya szintén 3-3%. A lakosság 2%-a a hollandok leszármazottja. További 1% egyéb, ők főleg közel-keleti bevándorlók.

### Vallási megoszlás
A 2012-es népszámlálás alapján a lakosság 
- 48,4 százaléka keresztény. A legnagyobb csoportok a pünkösdi, a morva és a katolikus egyház.
- 22,3 százaléka hindu
- 13,9 százaléka muszlim
- 7,5 százaléka ateista vagy agnosztikus
- a maradék egyéb vagy nem válaszolt a vallására vonatkozó kérdésre.

### Szociális rendszer
A születéskor várható élettartam 71,02 év. A csecsemőhalandóság magas: 1000-ből 19 gyerek hal meg. Az egészségügyre a GDP 5,29%-át költik.

## Gazdaság

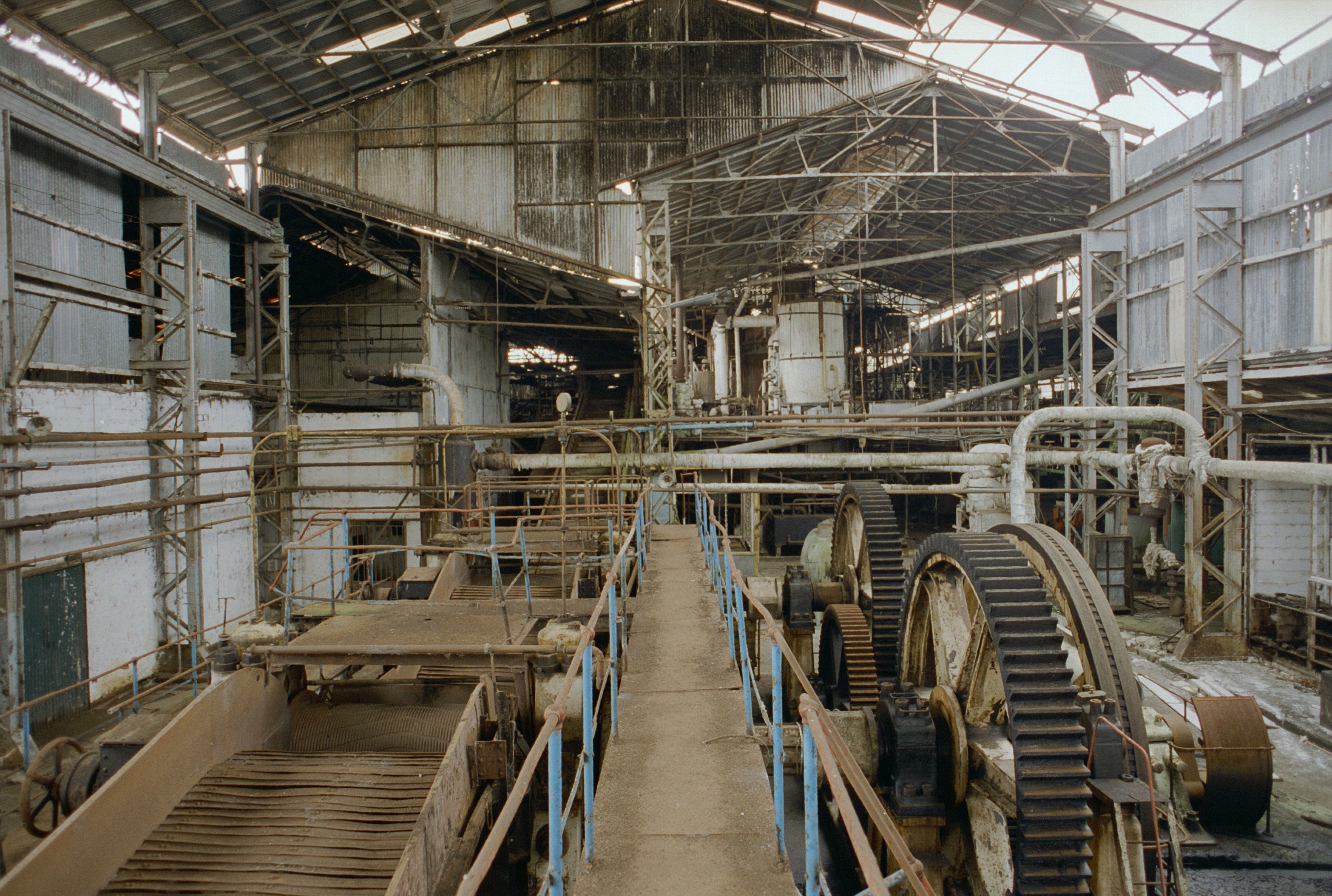
Cukornádültetvény egyik présüzeme, Mariënburg

### Mezőgazdaság
Egykor virágzó cukornád-termesztése hanyatlóban van, jelentős a rizs- és a banántermesztés.
Ma a megművelt terület 75%-át rizsföldek alkotják, míg valamikor több volt a cukornádtermesztő vidék. Egyéb főbb termények: kókuszdió, földimogyoró. 

### Ipar
Fő ágazatok: bányászat (bauxit, arany), timföldgyártás; olaj- és fakitermelés, élelmiszer-feldolgozás.

### Külkereskedelem
- Fő exportcikkei: bauxit, timföld, alumínium. (A bauxitbányászat egy amerikai társaság kezében van, csak egy részét dolgozzák fel helyben.) Exportál még garnélarákot, cukrot, banánt, fűrészárut is.
- Fő importcikkei: munkaeszközök, kőolaj, élelmiszerek, fogyasztási cikkek.

Fő partnerek 2016-ban :
- export: Svájc 28,3%, Arab Emírségek 27,1%, Belgium 9,1%, Guyana 9%, USA 4,7%, Trinidad és Tobago 4,5%;
- import: USA 21,2%, Hollandia 10,9%, Kína 10,5%, Trinidad és Tobago 10,1%, St. Lucia 7%.

## Közlekedés

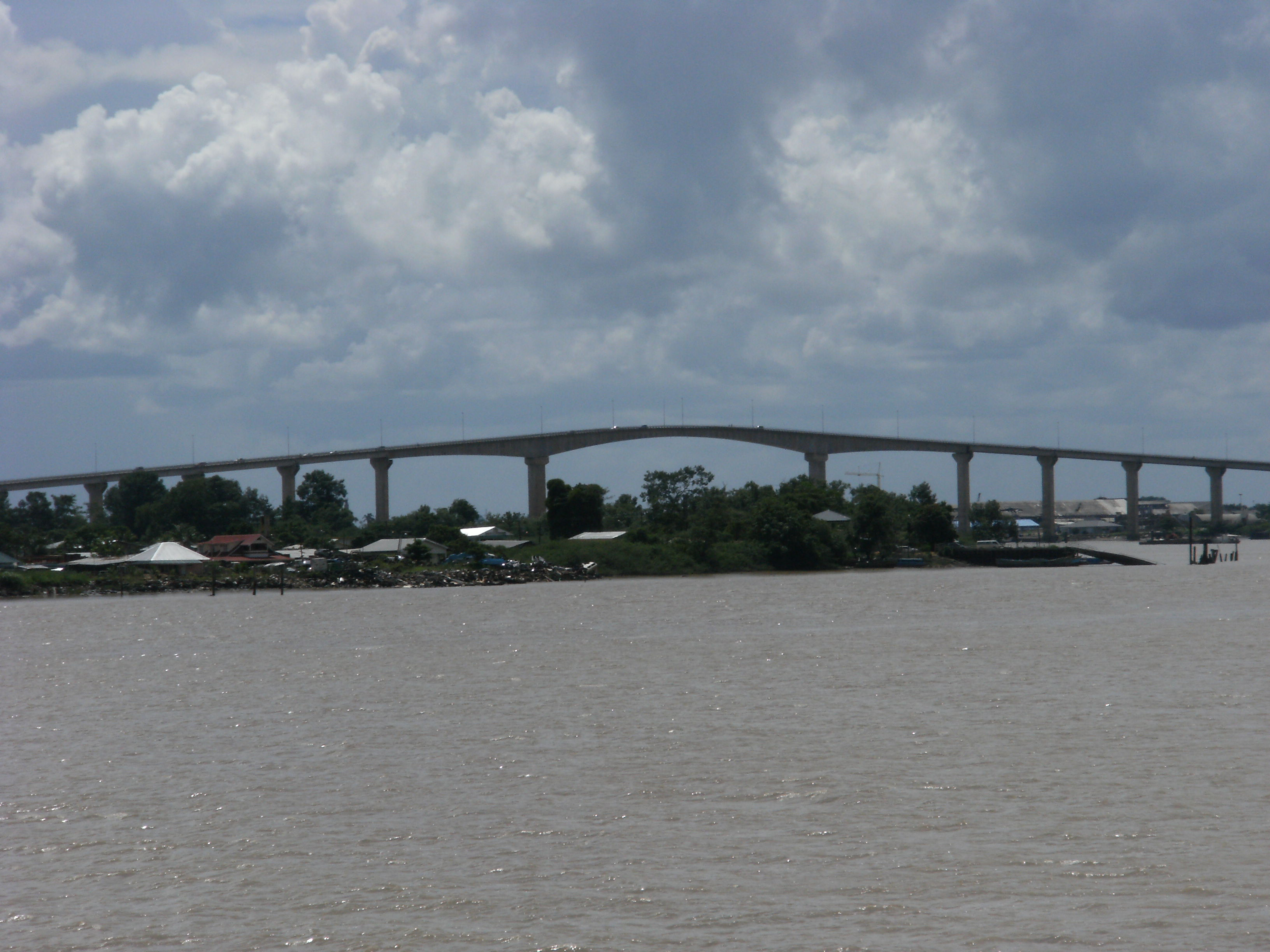
Híd Paramaribónál a Suriname folyó felett

### Közúti
Suriname, a szomszédos Guyana állammal együtt, egyike annak a két országnak Dél-Amerikában, ahol baloldali közlekedés van érvényben. Az egyik magyarázat erre az, hogy a kolonizáció idején a hollandok baloldali közlekedést használtak; a másik pedig az, hogy először a britek gyarmatosították Suriname-ot, s a hollandok végül megtartották a baloldali közlekedést. Habár Hollandia a 18. század végén átállt a jobboldali közlekedésre, Suriname nem követte a példáját.
- Utak hossza (2003): 4304 km (ebből 1119 km kövezett)
- Mind a kormány, mind privát vállalatok üzemeltnek buszokat, melyekkel hosszabb távolságok is elérhetők

### Vízi
- Vízi utak hossza (2011): 1200 km (ezek nagyobb része 7 m hosszú aljú hajókkal is hajózható)
- Kereskedelmi hajóflotta (2019): 5 teherhajó, 3 tartályhajó és 2 egyéb
- Főbb kikötők: Paramaribo, Wageningen

### Légi
- Repterek száma: 55 (ebből 6 burkolt)[19]
- Nemzetközi repülőtér: Johan Adolf Pengel nemzetközi repülőtér
- Nemzeti légitársaság: Surinam Airways

### Egyéb szállítás
- Csővezeték: 50 km (olaj)[20][21]

## Telekommunikáció
| Hívójel prefix | PZ |
| ITU zóna       | 12 |
| CQ zóna        | 9  |

## Kultúra

### Oktatás
Paramaribóban található az ország egyetlen, 1968-ban alapított egyeteme (Anton de Kom Egyetem). A kötelező oktatás a gyerekek 12 éves koráig tart. Az általános iskola hat, a középiskola négy, a főiskola három évfolyamos. Az általános iskola után a diákok megírnak egy tesztet, ami eldönti, hogy milyen típusú középiskolában tanulnak tovább (MULO-ban vagy az alacsonyabb színvonalú LBO-ban). A középiskola feléhez érve (a második évfolyam után, a harmadik előtt) a diákoknak választaniuk kell két irányzat közül: tudományos vagy üzleti ágazat. Ez a későbbiekben befolyásolja majd azt, hogy milyen tantárgyakat fognak tanulni. A tudományos ágazatra nehezebb bekerülni, tehát aki oda nem kerül be, az az üzleti ágazatra megy, vagy megbukik.
Egyenruhák: általános iskolában a viselet: zöld ing, farmer; középiskolában: kék ing, farmer.

#### Gasztronómia
A suriname-i konyha indiai, afrikai, jávai, kínai, holland, zsidó, portugál és őslakos indián elemeket egyesít magában. Alapvető élelmiszerek a rizs, tápióka és különböző növények gyökerei. Indiai hatásra számos baromfihúsos étel akad, mint a masala és a pom, de akadnak kínai eredetű csirkehúsos fogások is.

## Ünnepek
| Dátum/időszak   | Holland neve                                      | Magyar neve              |
| --------------- | ------------------------------------------------- | ------------------------ |
| január 1.       | Nieuwjaar (nyunyari)                              | újév                     |
| február-március | Holi-Phagwa                                       | hindu újév               |
| tavasz          | Goede Vrijdag (bun freida)                        | nagypéntek               |
| tavasz          | 1–2. Paasdag                                      | húsvétvasárnap és -hétfő |
| május 1.        | Dag van de Arbeid (wrokodei)                      | a munka ünnepe           |
| július 1.       | Dag van de Eenheid oder Emancipatiedag (ketikoti) | az emancipáció napja     |
| változó         | Id ul-Fitr                                        | rámádán                  |
| november 25.    | Onafhankelijkheidsdag (srefidensi)                | a függetlenség napja     |
| december 25–26. | Kerstmis (kresneti)                               | karácsony                |